# Degressiv skat
En degressiv skat (af nogle ukorrekt betegnet regressiv skat[kilde mangler]) er en skat som forholdsmæssigt udgør en mindre andel af ens indkomst, jo mere man tjener. Det danske indkomstskattesystem er som hovedregel progressivt, idet man betaler forholdsmæssigt mere, jo mere man tjener; topskatten udgør en del af denne progressivitet. Et eksempel på en degressiv skat er en kopskat, som er et fast beløb opkrævet per person; en kopskat udgør en procentmæssig større andel af ens indkomst, jo mindre man tjener.
En skat, som altid opkræver den samme andel af alles indkomst, kaldes en flad skat, mens en skat, hvor man betaler en større andel, jo mere man tjener, kaldes progressiv.
Den franske økonom Thomas Piketty nævner i sin bog Kapitalen i det 21. århundrede, at den samlede indkomstskat i Frankrig i 2010 var degressiv i toppen af indkomstfordelingen, sådan at de rigeste 0,1 % af befolkningen kun betalte 35 % i skat mod 45-50 % for mellemgruppen af skatteydere, der hverken hørte til de fattigste eller de rigeste. Det skyldes, at de rigeste personer får en forholdsvis stor andel af deres indkomst som kapitalindkomst, der typisk beskattes lavere end arbejdsindkomst. Piketty vurderer, at situationen er den samme i de fleste andre vestlige lande.